# Great Haywood
Great Haywood är en by i Staffordshire i England. Byn är belägen 7,8 km 
från Stafford. Orten har 1 835 invånare (2015). Byn nämndes i Domedagsboken (Domesday Book) år 1086, och kallades då Haiwoda/Haiwode.